# Дифеоморфізм
Дифеоморфі́зм — взаємно однозначне і неперервно диференційовне відображення {\displaystyle f:M\to N} гладкого многовиду {\displaystyle M} в гладкий многовид {\displaystyle N}, обернене до якого теж є неперервно диференційовним. Зазвичай під гладкістю розуміють {\displaystyle \ C^{\infty }} — гладкість, проте таким же чином можуть бути визначені дифеоморфізми з іншим типом гладкості, наприклад {\displaystyle \ C^{k}} при будь-кому {\displaystyle k\in \mathbb {N} }.

## Пов'язані визначення
Якщо для {\displaystyle M} та {\displaystyle N} існує дифеоморфізм, то говорять, що {\displaystyle M} й {\displaystyle N} дифеоморфні.
Множина дифеоморфізмів многовиду {\displaystyle M} у собі утворює групу, що позначається {\displaystyle \operatorname {Diff} M}.

## Приклади
- Нехай {\displaystyle \ f(x,y)=(x^{2}+y^{3},x^{2}-y^{3})}. Матриця Якобі цього відображення дорівнює:

{\displaystyle J_{f}=\left({\begin{array}{cc}2x&3y^{2}\\2x&-3y^{2}\end{array}}\right).}
Її визначник дорівнює нулю тоді і тільки тоді коли {\displaystyle xy=0}. Тобто f є дифеоморфізмом за межами x-осі і y-осі.